# Adalberto Paulo da Silva
Dom Frei Adalberto Paulo da Silva, O.F.M.Cap. (Sambaíba, 25 de janeiro de 1929 – Fortaleza, 30 de julho de 2025) foi bispo-auxiliar emérito brasileiro. Exerceu o cargo de bispo auxiliar de Fortaleza de 1995 até 2004, quando renunciou.
Faleceu no dia 30 de julho de 2025, em Fortaleza, na Cúria Provincial dos Frades Capuchinhos aos 96 anos.

## Biografia
Entrou para o seminário dos franciscanos capuchinhos em 1950. Foi ordenado presbítero em 8 de dezembro de 1956 em Carolina (Maranhão). Em 3 de agosto de 1975, recebeu a ordenação episcopal pelas mãos de Dom Aloísio Lorscheider, como bispo da Diocese de Viana (Brasil), no Maranhão, cargo que ocupou por 20 anos.
Depois foi nomeado bispo auxiliar de Fortaleza em 3 de abril de 1995, cargo que renunciou em 24 de março de 2004, por ter chegado aos 75 anos.
Recebeu a ordenação episcopal no dia 3 de agosto de 1975, das mãos de Dom Carmine Rocco, sendo concelebrante Dom Aloísio Lorscheider e Dom Timóteo Francisco Nemésio Pereira Cordeiro. Atualmente reside no convento dos frades capuchinhos, próximo ao Santuário do Sagrado Coração de Jesus, igreja em que confessa e celebra com frequência.
Publicou o opúsculo Alma Franciscana. Seu lema é: Veni Ministrare! ("Vim para servir").